# Глендејл (Аризона)
Глендејл (енгл. Glendale) град је у америчкој савезној држави Аризона. По попису становништва из 2010. у њему је живело 226.721 становника. Глендејл је четврти град по величини у Аризони.

## Географија
Глендејл се налази на надморској висини од 351 m.

## Историја
У касним 1800-им, област у којој се данас налази Глендејл био је пустиња. Вилијам Џон Марфи, рођен у Њу Хартфорду, био је задужен за изградњу 64 километара дугог Аризонског канала којим је вода спроведена у пустињу. Канал је завршен 1885. године. Марфи је потом 1887. основао компанију Arizona Improvement у циљу продаје поседа јужно од канала коју је назвао Глендејл. Како би повећао заинтересованост потенцијалних инвестирора, Марфи је изградио и пут под именом Grand Avenue који је Феникс преко Глендејла повезао са Пиоријом. Стога се за оснивача града сматра Вилијам Марфи.
70 породица заједно са Вилијамом Марфијем се населио и основао град 1891. године. Број становништва је нагло порастао 1906. отварањем фабрике шећера који се добијао из шећерне репе.
Глендејл је 17. и 18. марта 2023. привремено променио име у Свифт Сити (енгл. Swift City) у част америчке кантауторке Тејлор Свифт која је тада отворила турнеју The Eras Tour на стадиону Стејт Фарм у том граду. Прокламацију о привременом променом промену назива издао је градоначелник Џери П. Вејерс.

## Демографија
Према попису становништва из 2010. у граду је живело 226.721 становника, што је 7.909 (3,6%) становника више него 2000. године.
|                   | 2010.            | 2000.            |
| Укупно            | 226 721 (100,0%) | 218 812 (100,0%) |
| Белци             | 116 866 (51,55%) | 141 462 (64,65%) |
| Хиспаноамериканци | 80 501 (35,51%)  | 54 343 (24,84%)  |
| Афроамериканци    | 13 686 (6,036%)  | 10 270 (4,694%)  |
| Азијати           | 8 855 (3,906%)   | 6 003 (2,743%)   |
| Остали            | 6 813 (3,005%)   | 6 734 (3,078%)   |

## Партнерски градови
- Меминген